# 24e Legerkorps (Wehrmacht)
Het 24e Legerkorps (Duits: Generalkommando XXIV. Armeekorps) was een Duits legerkorps van de Wehrmacht tijdens de Tweede Wereldoorlog. Het korps had een klein aandeel in de veldtocht in het westen en werd daarna omgevormd in een gemotoriseerd korps. 

## Krijgsgeschiedenis

### Oprichting
Het 24e Legerkorps werd opgericht op 17 september 1939 in het Saarland door omdopen van Generalkommando der Grenztruppen Saarpfalz. Dat was op zijn beurt op 10 november 1938 in Kaiserslautern in Wehrkreis XII opgericht.

### 1939/40
Op 26 augustus 1939 werd het korps gemobiliseerd als onderdeel van het 1e Leger en waren de 6e, 9e en 36e Infanteriedivisies en de Grenz-Infanterieregimenten 125, 127, 129, 132, 142 en 152 onder bevel. Tijdens de Schemeroorlog was het korps steeds in het Saarland aanwezig.
Tijdens de eerste fase van de westerse veldtocht (Fall Gelb) bleef het korps in een defensieve positie liggen tegenover de Franse Maginotlinie. Pas laat in de tweede fase (Fall Rot) werd het korps ingezet om deze linie noordelijk van Bitche te doorbreken. Hiervoor beschikte het korps over de 252e, 257e en 268e Infanteriedivisies. Na afloop van de veldtocht bleef het korps in Oost-Frankrijk gelegerd als bezettingsmacht.
In november 1940 werd het korps terug naar de Heimat gebracht waar het op 16 november 1940 werd omgevormd in het 24e Gemotoriseerde Korps.

## Bovenliggende bevelslagen
| Leger    | Legergroep     | Plaats/regio             | Begin            | Eind             |
| -------- | -------------- | ------------------------ | ---------------- | ---------------- |
| 1. Armee | Heeresgruppe C | Saarland, Oost-Frankrijk | 26 augustus 1939 | november 1940    |
| 2. Armee | Heeresgruppe C | Heimat                   | november 1940    | 16 november 1940 |

## Commandanten[1]
| Rang                                                         | Naam                                | Begin                             | Eind             |
| ------------------------------------------------------------ | ----------------------------------- | --------------------------------- | ---------------- |
| General der Pioniere                                         | Walter Kuntze                       | 1 oktober 1938 - 1 september 1939 | 14 februari 1940 |
| Generalleutnant General der Kavallerie (vanaf 20 april 1940) | Leo Freiherr Geyr von Schweppenburg | 14/15 februari 1940               | 15 november 1940 |

### Stafchefs
| Rang         | Naam                    | Begin            | Eind                 | Opmerking |
| ------------ | ----------------------- | ---------------- | -------------------- | --------- |
| Generalmajor | Maximilian Fretter-Pico | 10 november 1938 | Legerkorps hernoemd. |           |
| Oberst i.G.  | Hermann Foertsch        | 15 oktober 1939  | 20 september 1940    |           |

### Eerste Generale Stafofficier (Ia)[2]
| Rang                | Naam                 | Begin            | Eind                 | Opmerking |
| ------------------- | -------------------- | ---------------- | -------------------- | --------- |
| Oberstleutnant i.G. | Ludwig Müller        | 10 november 1938 | 20 oktober 1939      |           |
| Oberstleutnant i.G. | Otto-Hermann Brücker | 7 april 1940     | Legerkorps hernoemd. |           |